# Seeshaupt
Seeshaupt è un comune tedesco di 2 896 abitanti, situato nel land della Baviera.